# Antoine-Alfred Marche
Antoine-Alfred Marche, sovint anomenat també Alfred Marche (Boulogne-Billancourt, 15 de febrer de 1844 - París, 31 d'agost de 1898) va ser un naturalista i explorador francès que va visitar l'Àfrica, les Filipines i les Illes Marianes.

## Biografia
Alfred Marche ja havia fet diversos viatges a Malaca, a Indoxina i a la Senegàmbia, però va ser a partir del 1872 que va començar la seva carrera d'explorador amb la seva primera expedició científica al riu Ogoué (Gabon) acompanyant el marquès de Compiegne. Hi tornà dues vegades (el 1873 i el 1875) i durant la darrera visita hi romangué dos anys sota el comandament de l'explorador francès Savorgnan de Brazza; també viatjà amb el doctor Ballay.
Després de la seva participació en una expedició a l'Àfrica central (1878), Alfred Marche es veié encarregat pel Ministeri d'Educació Pública d'una missió científica a Oceania (de 1879 a 1885). L'explorador va efectuar aleshores dos viatges a les Filipines (1879–81 i 1882–84), on recollí artefactes diversos anteriors a l'arribada dels espanyols en algunes illes remotes. La seva darrera missió el va portar a les illes Marianes
Alfred Marche va elaborar grans col·leccions de diversos artefactes i també d'espècimens d'ocells de les Marianes entre el 22 d'abril de 1887 (data d'arribada a les illes) i maig de 1889. Algunes d'aquestes van incloure certes espècies noves d'ocells (com ara Cleptornis marchei, que van ser descrites per Émile Oustalet).
Va ser llorejat de la Societat de Geografia de París em 1886. Alfred Marche va morir el 31 d'agost de 1898, a l'edat de 54 anys, durant un retorn a París a conseqüència d'una malaltia cardíaca.

## Obres
- Trois voyages dans l'Afrique occidentale : Sénégal, Gambie, Casamance, Gabon, Ogooué (1879)
- Lucon et Palaouan; six années de voyages aux Philippines. (1887)
- Note de voyage sur les iles Marinanes. (1898)